# Aplogompha lafayi
Aplogompha lafayi är en fjärilsart som beskrevs av Paul Dognin 1889. Aplogompha lafayi ingår i släktet Aplogompha och familjen mätare. Inga underarter finns listade i Catalogue of Life.